# Одоевский, Михаил Юрьевич
Михаил Юрьевич Одоевский (около 1671 — 26 февраля 1743) — князь, гвардии подполковник, командующий дивизией из рода Одоевских, сын боярина Юрия Михайловича Одоевского. Рюрикович в XXV колене.

## Биография
В 1682 году пожалован в комнатные стольники к царю Петру I. В 1688—1689 годах сопровождал государя в его поездках к Троице. С 1698 года поручик Лейб-гвардии Семёновского полка. В 1708—1709 годах участвовал во втором Донецком походе в полку князя Василия Владимировича Долгорукова. В 1721 году в чине подполковника гвардии назначен начальником дивизии в армии.
По духовному завещанию князя Василия Фёдоровича Одоевского Михаил Юрьевич получил, с братьями Юрием, Василием и Алексеем, подмосковные вотчины. С 1704 года с братом Василием владел селом Ивановским Московского уезда (позже Богородского уезда). 11 июня 1730 года за ним справлено 3/4 поместий брата князя Алексея Юрьевича.

## Семья
С 1687 года был женат на Дарье Матвеевне Милославской, дочери боярина Матвея Богдановича Милославского (ум.1692). После женитьбы получил в приданое деревню Старую (Кеншово) в Арзамасском уезде.
Дети от этого брака:
- Пётр (ум. 1749) — генерал-майор
- Иван (1702—1775) — действительный статский советник, президент Вотчинной коллегии
- Евдокия (ум. 1791)
- Мария (ум. 1773)